# جلوة كثيرة التشعبات
الجلوة كثيرة التشعبات أو المردن كثير التشعبات (باللاتينية: Atractylis caespitosa) نوع نباتي يتبع جنس الجلوة من الفصيلة النجمية.

## الموئل والانتشار
ينتشر في المغرب العربي.